# غوردون بيتشر
غوردون بيتشر (بالإنجليزية: Gordon Beecher)‏ هو ملحن أمريكي، ولد في 19 يناير 1904 في بالتيمور في الولايات المتحدة، وتوفي في 7 ديسمبر 1973 في الإسكندرية في الولايات المتحدة.

## وصلات خارجية
- غوردون بيتشر على موقع IMDb (الإنجليزية)
- غوردون بيتشر على موقع ميوزك برينز (الإنجليزية)
- غوردون بيتشر على موقع ديسكوغز (الإنجليزية)